# Bohumil Kudrna
Bohumil Kudrna (15 de marzo de 1920-11 de febrero de 1991) fue un deportista checoslovaco que compitió en piragüismo en las modalidades de aguas tranquilas y eslalon.
Participó en dos Juegos Olímpicos de Verano en los años 1948 y 1952, obteniendo dos medallas, oro en Londres 1948 y plata en Helsinki 1952. Ganó dos medallas de oro en el Campeonato Mundial de Piragüismo de 1950.
En la modalidad de eslalon, obtuvo dos medallas en el Campeonato Mundial de Piragüismo en Eslalon de 1949.

## Palmarés internacional
| Juegos Olímpicos   | Juegos Olímpicos       | Juegos Olímpicos | Juegos Olímpicos |
| Año                | Lugar                  | Medalla          | Competición      |
| ------------------ | ---------------------- | ---------------- | ---------------- |
| 1948               | Londres (Reino Unido)  | Medalla de oro   | C2 1000 m        |
| 1952               | Helsinki (Finlandia)   | Medalla de plata | C2 1000 m        |
| Campeonato Mundial |                        |                  |                  |
| Año                | Lugar                  | Medalla          | Competición      |
| 1950               | Copenhague (Dinamarca) | Medalla de oro   | C2 1000 m        |
| 1950               | Copenhague (Dinamarca) | Medalla de oro   | C2 10 000 m      |

| Campeonato Mundial | Campeonato Mundial | Campeonato Mundial | Campeonato Mundial |
| Año                | Lugar              | Medalla            | Competición        |
| ------------------ | ------------------ | ------------------ | ------------------ |
| 1949               | Ginebra (Suiza)    | Medalla de plata   | C2 por equipos     |
| 1949               | Ginebra (Suiza)    | Medalla de bronce  | C2 individual      |